# Amir Rrahmani
Amir Rrahmani (Pristina, Kosovo, 24 de febrero de 1994) es un futbolista kosovar con ciudadanía albanesa, que juega en la demarcación de defensa para la S. S. C. Napoli de la Serie A de Italia.

## Trayectoria

### Comienzos
Comenzó su carrera futbolística en 2011 con el Drenica, donde jugó durante dos años. Luego pasó primero al Partizán de Tirana, después al RNK Split y finalmente fue cedido al Lokomotiva de Zagreb. En 2017 fue comprado directamente por el Dinamo de Zagreb, donde ganó dos ligas y una Copa de Croacia.

### Hellas Verona
A partir del 1 de julio de 2019 se convirtió oficialmente en jugador del Hellas Verona italiano, debutando en la Serie A el 25 de agosto ante el Bologna (1-1). Tras las buenas actuaciones que ofreció en la primera parte del campeonato, el 20 de enero de 2020 fue comprado por el Napoli, que contextualmente lo dejó cedido al Hellas Verona hasta el 30 de junio del mismo año; Rrahmani confirmó su rendimiento también en la segunda parte de la temporada, resultando ser el jugador que más balones recuperó en la Serie A italiana.

### Napoli
El año siguiente se incorporó a la plantilla del Napoli, aunque, debido a la competencia y a la indisponibilidad por la COVID-19, no debutó con los azzurri hasta el 3 de enero de 2021, en la final de la victoria por 1-4 contra el Cagliari. En la segunda mitad de la temporada encontró más espacio como titular en la defensa de napolitana, debido a lesiones de sus compañeros, incluso marcando su primer gol en la Serie A en el empate a uno contra su antiguo equipo, el Hellas Verona, en la última jornada.
La temporada siguiente, con Luciano Spalletti en el banquillo, Rrahmani fue promovido como titular en lugar de Kostas Manolas junto a Kalidou Koulibaly. Marcó el segundo gol en el partido de visitante contra el Udinese (0-4) y el decisivo 1-2 fuera de casa contra la Fiorentina. Terminó su segunda temporada en el Napoli con un total de 4 goles.
En su tercera temporada con los azzurri, fue confirmado como titular por Spalletti. El 4 de mayo de 2023 se consagró campeón de Italia, siendo el primer futbolista kosovar en ganar la liga italiana.
Durante la temporada 2024-25, logró su segundo título de liga con el Napoli, gracias al triunfo como local por 2-0 frente al Cagliari en la jornada final del campeonato.

## Selección nacional
Empezó a jugar en la selección de fútbol sub-21 de Albania en 2013, hasta que el 25 de mayo de 2014 debutó como futbolista internacional con Kosovo, aunque fue tan solo un partido, en calidad de amistoso contra Senegal. Dos semanas después, el 8 de junio de 2014 cambió de selección por la de Albania, haciendo su debut contra San Marino, ganando el encuentro por 0-3 tras los goles de Mërgim Mavraj, Armando Vajushi y Emiljano Vila, y un segundo encuentro amistoso, esta vez contra Albania, llegando a anotar su primer gol con la selección en un partido que acabó con un marcador de empate a dos tras los goles de Rey Manaj y Rrahmani para Albania, y de Bersant Celina y Elba Rashani para Kosovo. Tras haber disputado solamente dos partidos amistosos, finalmente el 5 de septiembre de 2016 volvió a jugar para Kosovo, haciendo ya debut en partido oficial para la clasificación del Mundial de 2018 contra Finlandia, partido que finalizó con empate a uno y del cual disputó los 90 minutos. Más adelante llegó a participar en varios partidos de la Liga de Naciones de la UEFA 2018-19 y de la clasificación para la Eurocopa 2020.

### Goles internacionales

#### Con Albania
| # | Fecha                   | Estadio                                            | Oponente | Gol | Resultado | Competición |
| - | ----------------------- | -------------------------------------------------- | -------- | --- | --------- | ----------- |
| 1 | 13 de noviembre de 2015 | Estadio de la Ciudad de Pristina, Pristina, Kosovo | Kosovo   | 2-2 | 2–2       | Amistoso    |

#### Con Kosovo
| # | Fecha                   | Estadio                                          | Oponente   | Gol | Resultado | Competición                                          |
| - | ----------------------- | ------------------------------------------------ | ---------- | --- | --------- | ---------------------------------------------------- |
| 1 | 11 de junio de 2017     | Estadio Loro Boriçi, Shkodër, Albania            | Turquía    | 1-1 | 1–4       | Clasificación para la Copa Mundial de Fútbol de 2018 |
| 2 | 13 de noviembre de 2017 | Estadio Olímpico Adem Jashari, Mitrovica, Kosovo | Letonia    | 1-1 | 4-3       | Amistoso                                             |
| 3 | 20 de noviembre de 2018 | Estadio Fadil Vokrri, Pristina, Kosovo           | Azerbaiyán | 3-0 | 4-0       | Liga de Naciones de la UEFA 2018-19                  |
| 4 | 21 de marzo de 2019     | Estadio Fadil Vokrri, Pristina, Kosovo           | Dinamarca  | 1-0 | 2-2       | Amistoso                                             |
| 5 | 14 de octubre de 2019   | Estadio Fadil Vokrri, Pristina, Kosovo           | Montenegro | 1-0 | 2-0       | Clasificación para la Eurocopa 2020                  |
| 6 | 14 de noviembre de 2021 | Estadio Olímpico de Atenas, Atenas, Grecia       | Grecia     | 1-1 | 1-1       | Clasificación para la Copa Mundial de Fútbol de 2022 |
| 7 | 15 de octubre de 2024   | Estadio Fadil Vokrri, Pristina, Kosovo           | Chipre     | 1-0 | 3-0       | Liga de Naciones de la UEFA 2024-25                  |

## Estadísticas

### Clubes
Actualizado al último partido disputado el 3 de noviembre de 2024.
| Club                             | Div.          | Temporada     | Liga  | Liga  | Copas nacionales | Copas nacionales | Copas internacionales | Copas internacionales | Total | Total |
| Club                             | Div.          | Temporada     | Part. | Goles | Part.            | Goles            | Part.                 | Goles                 | Part. | Goles |
| -------------------------------- | ------------- | ------------- | ----- | ----- | ---------------- | ---------------- | --------------------- | --------------------- | ----- | ----- |
| K. F. Drenica Kosovo             | 1.ª           | 2010-11       | 3     | 0     | 0                | 0                | —                     | —                     | 3     | 0     |
| K. F. Drenica Kosovo             | 1.ª           | 2011-12       | 17    | 0     | 0                | 0                | —                     | —                     | 17    | 0     |
| K. F. Drenica Kosovo             | 1.ª           | 2012-13       | 20    | 1     | 0                | 0                | —                     | —                     | 20    | 1     |
| K. F. Drenica Kosovo             | Total club    | Total club    | 40    | 1     | 0                | 0                | 0                     | 0                     | 40    | 1     |
| Partizán de Tirana · Albania     | 1.ª           | 2013-14       | 25    | 0     | 4                | 0                | —                     | —                     | 29    | 0     |
| Partizán de Tirana · Albania     | 1.ª           | 2014-15       | 34    | 3     | 3                | 0                | —                     | —                     | 37    | 3     |
| Partizán de Tirana · Albania     | Total club    | Total club    | 59    | 3     | 7                | 0                | 0                     | 0                     | 66    | 3     |
| R. N. K. Split · Croacia         | 1.ª           | 2015-16       | 34    | 1     | 0                | 0                | —                     | —                     | 34    | 1     |
| R. N. K. Split · Croacia         | 1.ª           | 2016-17       | 7     | 0     | 0                | 0                | —                     | —                     | 7     | 0     |
| R. N. K. Split · Croacia         | Total club    | Total club    | 41    | 1     | 0                | 0                | 0                     | 0                     | 41    | 1     |
| N. K. Lokomotiva · Croacia       | 1.ª           | 2016-17       | 28    | 1     | 3                | 0                | —                     | —                     | 31    | 1     |
| N. K. Lokomotiva · Croacia       | Total club    | Total club    | 28    | 1     | 3                | 0                | 0                     | 0                     | 31    | 1     |
| G. N. K. Dinamo Zagreb · Croacia | 1.ª           | 2017-18       | 25    | 1     | 4                | 0                | 2                     | 0                     | 31    | 1     |
| G. N. K. Dinamo Zagreb · Croacia | 1.ª           | 2018-19       | 15    | 3     | 4                | 0                | 7                     | 0                     | 26    | 3     |
| G. N. K. Dinamo Zagreb · Croacia | Total club    | Total club    | 40    | 4     | 8                | 0                | 9                     | 0                     | 57    | 4     |
| Hellas Verona F. C. · Italia     | 1.ª           | 2019-20       | 36    | 0     | 1                | 0                | —                     | —                     | 37    | 0     |
| Hellas Verona F. C. · Italia     | Total club    | Total club    | 36    | 0     | 1                | 0                | 0                     | 0                     | 37    | 0     |
| S. S. C. Napoli · Italia         | 1.ª           | 2020-21       | 16    | 1     | 2                | 0                | 2                     | 0                     | 20    | 1     |
| S. S. C. Napoli · Italia         | 1.ª           | 2021-22       | 33    | 4     | 1                | 0                | 7                     | 0                     | 41    | 4     |
| S. S. C. Napoli · Italia         | 1.ª           | 2022-23       | 29    | 2     | 0                | 0                | 7                     | 0                     | 36    | 2     |
| S. S. C. Napoli · Italia         | 1.ª           | 2023-24       | 30    | 3     | 2                | 0                | 7                     | 1                     | 39    | 4     |
| S. S. C. Napoli · Italia         | 1.ª           | 2024-25       | 11    | 0     | 1                | 0                | —                     | —                     | 12    | 0     |
| S. S. C. Napoli · Italia         | Total club    | Total club    | 119   | 10    | 6                | 0                | 23                    | 1                     | 148   | 11    |
| Total carrera                    | Total carrera | Total carrera | 357   | 20    | 25               | 0                | 32                    | 1                     | 414   | 21    |

## Palmarés

### Títulos nacionales
| Título                  | Club                   | País    | Año  |
| ----------------------- | ---------------------- | ------- | ---- |
| Primera Liga de Croacia | G. N. K. Dinamo Zagreb | Croacia | 2018 |
| Copa de Croacia         | G. N. K. Dinamo Zagreb | Croacia | 2018 |
| Primera Liga de Croacia | G. N. K. Dinamo Zagreb | Croacia | 2019 |
| Serie A                 | S. S. C. Napoli        | Italia  | 2023 |
| Serie A                 | S. S. C. Napoli        | Italia  | 2025 |